# Костенко, Владимир Степанович
Владимир Степанович Костенко (род. 18 июля 1930) — советский инженер-конструктор. Директор института «Моспромпроект». Лауреат Государственной премии СССР (1981).

## Биография
Владимир Костенко родился 18 июля 1930 года. Его отец погиб на фронтах Великой Отечественной войны. Владимир с детства имел склонность к точным наукам, поэтому решил поступить в МИИТ. После окончания института занимался проектированием важных объектов государственного значения. Был главным инженером проекта Олимпийской деревни. В 1980 году стал директором института «Моспромпроект».
С детства увлекался боксом. Принимал участие в спортивных соревнованиях, в том числе международных. Мастер спорта СССР по боксу.

## Награды
- Государственная премия СССР (1981) — за архитектуру Олимпийской деревни в Москве[3]
- Орден Трудового Красного Знамени (1971)[1]
- Медаль «В ознаменование 100-летия со дня рождения Владимира Ильича Ленина» (1970)[1]